# 高雋雅
高雋雅（英語：Clover Kao，1991年7月14日—），台灣女演員，演藝圈「偶像劇之母」柴智屏的獨生女，畢業於國立臺灣藝術大學戲劇系。2016年，因模仿迪士尼動畫《動物方城市》（Zootopia）中講話和動作都超慢的树懒「快俠」（Flash）而爆紅。。2017年更擔任酷瞧首部原創自製網路劇富錦街-這條街上的那些故事的主要演員。。
高雋雅的姓氏「高」據說是跟從柴智屏的媽媽姓氏而定。

## 演出作品

### 電視劇
| 年份 | 播出頻道              | 劇名               | 飾演   |
| 2008 | 華視                  | 不良笑花           | 皮皮   |
| 2009 | 八大綜合台            | 海派甜心           | 米雅   |
| 2016 | 大陸連續劇            | 舞櫻               | 方毓涵 |
| 2020 | 東森戲劇台            | 姊妹們追吧         | 方宇菁 |
| 2021 | 八大戲劇台 衛視中文台 | 她們創業的那些鳥事 | 彭潔   |
| 2021 | 台視主頻 三立都會台   | 戀愛是科學         | 柳勝英 |

### 電視電影
| 年份 | 播出頻道     | 劇名               | 飾演          |
| 2016 | 公視人生劇展 | 三角犯罪           | 劉芷凌        |
| 2016 | 公視單元劇   | 今晚，你想點什麼？ | S6女主角-小璇 |

### 電影
| 年份 | 劇名                                       | 飾演           |
| 2013 | 《電影版妖怪手錶：閻魔大王與五個故事喵！》 | 未空稻穗       |
| 2017 | 《大釣哥》                                 | 護士           |
| 2017 | 《報告老師！怪怪怪怪物！》                 | 補習班倖存學生 |
| 2018 | 《有五個姊姊的我就註定要單身了啊！》       | 李金玲         |
| 2018 | 《誰先愛上他的》                           | 林文如         |

### 網路劇
| 年份 | 播出頻道 | 劇名                      | 飾演   |
| 2017 | 酷瞧     | 富錦街-這條街上的那些故事 | Ashley |

## 音樂作品

### 單曲
| 年份 | 歌手   | 歌名           | 備註                   |
| 2018 | 高雋雅 | 想你想到快瘋了 | 電視劇《流星花園》插曲 |

## 外部連結
- 高雋雅的Facebook專頁
- 高雋雅的新浪微博
- 高雋雅的Instagram帳戶